# İstanbul Başakşehir FK
Maillots
Actualités
L'İstanbul Başakşehir Futbol Kulübü (ou Istanbul Başakşehir FK) est un club turc de football basé dans le quartier de Başakşehir d'Istanbul qui dispute actuellement la Süper Lig.
Au niveau national, le club dispute sa première saison en Süper Lig en 2007. Le club est relégué en 2013 avant de remonter en première division dès la saison suivante en ayant remporté le titre de champion de deuxième division. Le club remporte pour la première fois la Süper Lig à l'issue de la saison 2019-2020.
En 2014, le club est racheté par des proches de l'AKP, le parti politique de Recep Tayyip Erdoğan. Le club est implanté dans l'un des quartiers d'Istanbul les plus conservateurs.

## Histoire

### Historique
- 1990 : fondation du club sous le nom de İstanbul Büyükşehir Belediyespor.
- 1993 : le club accède à la Seconde division turque pour la première fois de son histoire.
- 2007 : le club est promu en Première division turque pour la première fois de son histoire.
- 2014 : la mairie d'Istanbul se sépare du club de football, le club est rebaptisé İstanbul Başakşehir.
- 2017 : le club se qualifie pour la phase de groupe de la Ligue Europa pour la première fois de son histoire.
- 2020 : Le club devient champion de Turquie pour la première fois de son histoire.

### Genèse
Le club est fondé en 1990 sous le nom de « Istanbul BB » (« İstanbul Büyükşehir Belediyespor ») par la municipalité d'Istanbul. Pour sa première saison, le club évolue dans une division amateur avant de rejoindre la troisième division turque pour la saison 1991-1992. Dès la saison suivante le club remporte son groupe de troisième division et est promu en TFF First League pour la première fois de son histoire. Après seulement deux saisons au second niveau le club est reléguée en TFF Second League.

### Période en lien avec l'AKP (depuis 2014)
Le club est ensuite revendu en 2014 à des proches du parti politique de l'AKP (parti politique du président turc Recep Tayyip Erdoğan). Le club est implanté dans l'un des quartiers d'Istanbul en phase avec le régime islamo-conservateur d'Erdoğan. Les liens du club avec l'AKP se situent aussi dans ses liens économiques à l'image de la construction du stade par Kalyon Grup (construction d'infrastructures étatiques) et du sponsoring par Medipol (groupe hospitalier privé dirigé par le médecin personnel d'Erdoğan Fahrettin Koca). Enfin, le président du club et dirigeant du syndicat des clubs de Süper Lig, Göksel Gümüşdağ, a épousé la nièce  d'Erdoğan.
Lors de son rachat en 2014, le club se met en quête de joueurs ayant une expérience européenne, à l'image d'Emre Belözoğlu (2015), de Samuel Holmén et Emmanuel Adebayor (2016), puis de Gökhan Inler, Aurélien Chedjou, Gaël Clichy, Mevlüt Erding et Eljero Elia (2017), il prend également attache auprès de l'ancien sélectionneur de l'équipe de Turquie Abdullah Avcı. Le club est décrié en raison de sa non-popularité et l'absence d'un grand soutien de supporters contrairement aux trois autres grands clubs stamboulites (Fenerbahçe, Galatasaray et Beşiktaş). Toutefois, sa seconde place au Championnat lors de la saison 2016-2017 lui permet de sa qualifier pour la première fois de son histoire en phase qualificative de la Ligue des champions. Après deux saisons sur le podium (3e et 2d respectivement en 2017-18 et 2018-19), ils finissent à devenir, pour la première fois de leur histoire, champion de Turquie malgré les restrictions du COVID-19.

## Palmarès et résultats

### Palmarès
| Compétitions nationales | Compétitions internationales                         |
| - Championnat de Turquie (1) : - Champion : 2019-20. - Vice-champion : 2016-17 et 2018-19. - Championnat de Turquie de deuxième division (1) : - Champion : 2013-2014. - Vice-champion : 2006-2007. - Coupe de Turquie (0) : - Finaliste : 2010-2011, 2016-2017 et 2022-2023 | - Ligue Europa (0) : - 1/8e de finaliste : 2019-2020 |

### Parcours en championnat
- Championnat de Turquie : 2007-2013, 2014-
- Championnat de Turquie D2 : 1993-1995, 1997-2007, 2013-2014
- Championnat de Turquie D3 : 1992-1993, 1995-1997

### Bilan européen
Légende
- Victoire ou qualification pour le tour suivant
- Match nul
- Défaite ou élimination de la compétition

Note : dans les résultats ci-dessous, le score du club est toujours donné en premier.
| Saison    | Compétition             | Tour                | Club                     | Domicile | Extérieur | Total     |
| --------- | ----------------------- | ------------------- | ------------------------ | -------- | --------- | --------- |
| 2015-2016 | Ligue Europa            | Troisième tour Q    | AZ Alkmaar               | 1 - 2    | 0 - 2     | 1 - 4     |
| 2016-2017 | Ligue Europa            | Troisième tour Q    | HNK Rijeka               | 0 - 0    | 2 - 2     | 2E - 2    |
| 2016-2017 | Ligue Europa            | Barrages Q          | Chakhtar Donetsk         | 0 - 2    | 1 - 2     | 1 - 4     |
| 2017-2018 | Ligue des champions     | Troisième tour Q    | Club Bruges              | 2 - 0    | 3 - 3     | 5 - 3     |
| 2017-2018 | Ligue des champions     | Barrages Q          | Séville FC               | 1 - 2    | 2 - 2     | 3 - 4     |
| 2017-2018 | Ligue Europa            | Groupe C            | Sporting Braga           | 2 - 1    | 1 - 2     | Troisième |
| 2017-2018 | Ligue Europa            | Groupe C            | TSG 1899 Hoffenheim      | 1 - 1    | 1 - 3     | Troisième |
| 2017-2018 | Ligue Europa            | Groupe C            | Ludogorets Razgrad       | 0 - 0    | 2 - 1     | Troisième |
| 2018-2019 | Ligue Europa            | Troisième tour Q    | Burnley FC               | 0 - 0    | 0 - 1     | 0 - 1     |
| 2019-2020 | Ligue des champions     | Troisième tour Q    | Olympiakos               | 0 - 1    | 0 - 2     | 0 - 3     |
| 2019-2020 | Ligue Europa            | Groupe J            | AS Rome                  | 0 - 3    | 0 - 4     | Premier   |
| 2019-2020 | Ligue Europa            | Groupe J            | Borussia Mönchengladbach | 1 - 1    | 2 - 1     | Premier   |
| 2019-2020 | Ligue Europa            | Groupe J            | Wolfsberger AC           | 1 - 0    | 3 - 0     | Premier   |
| 2019-2020 | Ligue Europa            | Seizièmes de finale | Sporting CP              | 4 - 1    | 1 - 3     | 5 - 4     |
| 2019-2020 | Ligue Europa            | Huitièmes de finale | FC Copenhague            | 1 - 0    | 0 - 3     | 1 - 3     |
| 2020-2021 | Ligue des champions     | Groupe H            | Paris Saint-Germain      | 0 - 2    | 1 - 5     | Quatrième |
| 2020-2021 | Ligue des champions     | Groupe H            | Manchester United        | 2 - 1    | 1 - 4     | Quatrième |
| 2020-2021 | Ligue des champions     | Groupe H            | RB Leipzig               | 3 - 4    | 0 - 2     | Quatrième |
| 2022-2023 | Ligue Europa Conférence | Deuxième tour Q     | Maccabi Netanya          | 1 - 1    | 1 - 0     | 2 - 1     |
| 2022-2023 | Ligue Europa Conférence | Troisième tour Q    | Breiðablik Kópavogur     | 3 - 0    | 3 - 1     | 6 - 1     |
| 2022-2023 | Ligue Europa Conférence | Barrages Q          | Royal Antwerp            | 1 - 1    | 3 - 1     | 4 - 2     |
| 2022-2023 | Ligue Europa Conférence | Groupe A            | ACF Fiorentina           | 3 - 0    | 1 - 2     | Premier   |
| 2022-2023 | Ligue Europa Conférence | Groupe A            | Heart of Midlothian      | 3 - 1    | 4 - 0     | Premier   |
| 2022-2023 | Ligue Europa Conférence | Groupe A            | FK RFS                   | 3 - 0    | 0 - 0     | Premier   |
| 2022-2023 | Ligue Europa Conférence | Huitièmes de finale | KAA La Gantoise          | 1 - 4    | 1 - 1     | 2 - 5     |
| 2024-2025 | Ligue Conférence        | Deuxième tour Q     | SP La Fiorita            | 6 - 1    | 4 - 0     | 10 - 1    |
| 2024-2025 | Ligue Conférence        | Troisième tour Q    | FC Iberia 1999           | 2 - 0    | 1 - 0     | 3 - 0     |
| 2024-2025 | Ligue Conférence        | Barrages Q          | St. Patrick's Athletic   | 2 - 0    | 0 - 0     | 2 - 0     |
| 2024-2025 | Ligue Conférence        | Phase de ligue      | Rapid Vienne             | 1 - 2    | N/A       | 26e       |
| 2024-2025 | Ligue Conférence        | Phase de ligue      | NK Celje                 | N/A      | 1 - 5     | 26e       |
| 2024-2025 | Ligue Conférence        | Phase de ligue      | FC Copenhague            | N/A      | 2 - 2     | 26e       |
| 2024-2025 | Ligue Conférence        | Phase de ligue      | Petrocub Hîncești        | 1 - 1    | N/A       | 26e       |
| 2024-2025 | Ligue Conférence        | Phase de ligue      | FC Heidenheim            | 3 - 1    | N/A       | 26e       |
| 2024-2025 | Ligue Conférence        | Phase de ligue      | Cercle Bruges            | N/A      | 1 - 1     | 26e       |
| 2025-2026 | Ligue Conférence        | Deuxième tour Q     | Tcherno More Varna       | 4 - 0    | 1 - 0     | 5 - 0     |
| 2025-2026 | Ligue Conférence        | Troisième tour Q    | Viking FK                | 3 - 1    | 1 - 1     | 4 - 2     |
| 2025-2026 | Ligue Conférence        | Barrages Q          | Universitatea Craiova    | -        | -         | -         |

## Identité du club

### Changements de nom
- 1990-1991 : ISKI SK
- 1991-2014 : İstanbul Büyükşehir Belediyespor (İstanbul BB)
- 2014-2015 : İstanbul Başakşehir FK
- depuis 2015 : Medipol Başakşehir FK

### Logo

1990-2014
depuis 2014

## Joueurs et personnalités du club

### Présidents
Le tableau suivant présente la liste des présidents du club depuis 1990.
| Rang | Nom                  | Période   |
| ---- | -------------------- | --------- |
| 1    | Nurettin Sözen       | 1990-1994 |
| 2    | Vural Akarçay        | 1994      |
| 3    | Recep Tayyip Erdoğan | 1994-2000 |

| Rang | Nom               | Période   |
| ---- | ----------------- | --------- |
| 4    | Ali Müfit Gürtuna | 2000-2002 |
| 5    | Nuri Albayrak     | 2002-2005 |
| 6    | Osman Aşkın Bak   | 2006      |

| Rang | Nom              | Période   |
| ---- | ---------------- | --------- |
| 7    | Göksel Gümüşdağ  | 2006-2011 |
| 8    | Çağatay Kalkancı | 2011-2014 |
| 9    | Göksel Gümüşdağ  | 2014-     |

### Entraîneurs
Le tableau suivant présente la liste des entraîneurs du club depuis 1994.
| Rang | Nom                 | Période              |
| ---- | ------------------- | -------------------- |
| 1    | Recai Çaloğlu       | août 1994-mai 1995   |
| 2    | Cihat Erbil         | nov. 1994-mai 1995   |
| 3    | Turhan Özyazanlar   | juil. 1995-juin 1996 |
| 4    | Fahrettin Genç      | juin 1996-mai 2000   |
| 5    | Ali Osman Renklibay | juin 2001-mai 2002   |
| 6    | Kadir Özcan         | août 2002-nov. 2002  |

| Rang | Nom                 | Période              |
| ---- | ------------------- | -------------------- |
| 7    | Ekrem Al            | nov. 2002-mai 2003   |
| 8    | Ali Osman Renklibay | juin 2003-mai 2004   |
| 9    | Uğur Tütüneker      | juil. 2004-juin 2005 |
| 10   | Hüsnü Özkara        | juin 2005-mai 2006   |
| 11   | Abdullah Avcı       | août 2006-nov. 2011  |
| 12   | Arif Erdem          | nov. 2011-mai 2012   |

| Rang | Nom              | Période              |
| ---- | ---------------- | -------------------- |
| 13   | Carlos Carvalhal | mai 2012-nov. 2012   |
| 14   | Bülent Korkmaz   | nov. 2012-juin 2013  |
| 15   | Cihat Arslan     | juil. 2013-juin 2014 |
| 16   | Abdullah Avcı    | juin 2014-juin 2019  |
| 16   | Okan Buruk       | juin 2019-janv. 2021 |
| 17   | Aykut Kocaman    | fév. 2021-oct. 2021  |
| 18   | Emre Belözoğlu   | oct. 2021-sep. 2023  |
| 19   | Çağdaş Atan (en) | sep. 2023-           |

### Joueurs emblématiques
- Necati Ateş
- Emre Belözoğlu
- Okan Buruk
- Erman Kılıç
- Gökhan Süzen
- Arda Turan
- Gökhan Ünal
- Cengiz Ünder
- Mesut Özil
- Lucas Biglia
- Kenan Hasagić
- Edin Višća
- Nacer Chadli
- Adnan Januzaj
- Doka Madureira
- Mossoró
- Rafael
- Robinho
- Hervé Tum
- Pierre Webó
- Gaël Clichy
- Jérémy Perbet
- Kanfory Sylla
- Razundara Tjikuzu
- Eduardo
- Stéphane Badji
- Róbert Vittek
- Filip Hološko
- Samuel Holmén
- Emmanuel Adebayor